# Phillip Channel
Phillip Channel – kanał morski oddzielający wyspę Singapur u wybrzeża Półwyspu Malajskiego od indonezyjskiej wyspy Batam.

## Podstawowe dane
- długość: 60 km,
- najwęższe miejsce: 16 km,
- najszersze miejsce: 38 km,